# Richard Cassirer

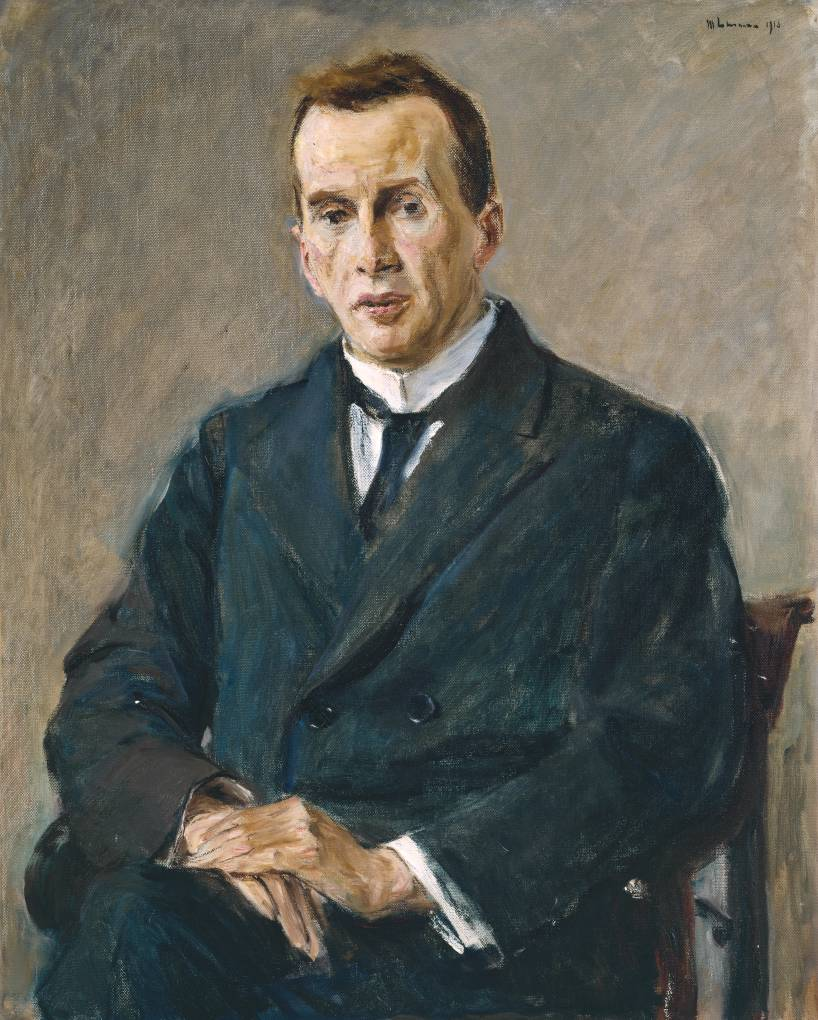
Richard Cassirer (Porträt von Max Liebermann 1918, heute in der Tate Gallery in London).

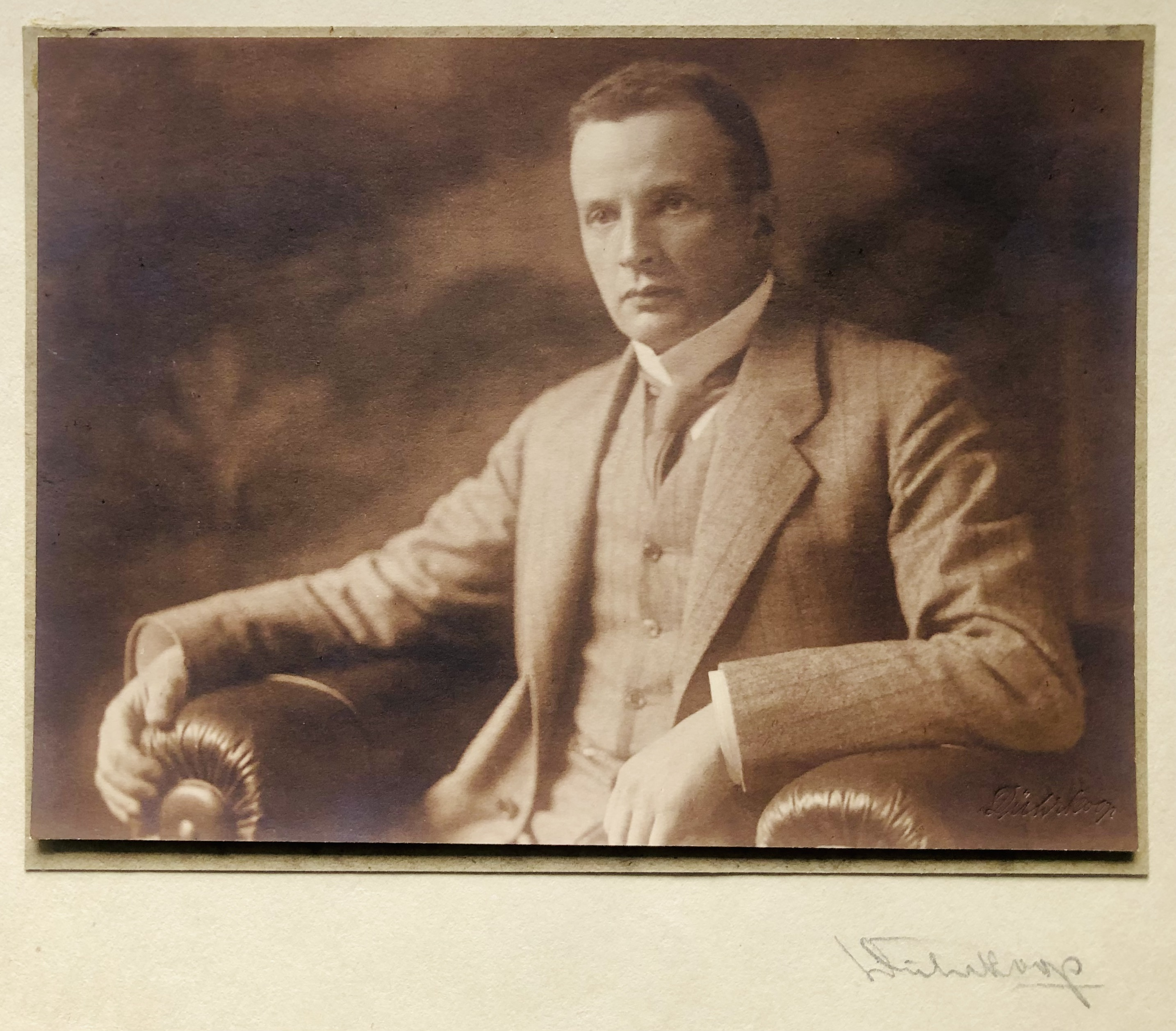
Richard Cassirer. Foto von Minya Diez-Dührkoop.

Richard Cassirer (* 23. April 1868 in Breslau; † 20. August 1925 in Berlin) war ein deutscher Neurologe. Er erkannte zu Beginn des 20. Jahrhunderts den Systemcharakter der vasomotorischen Krankheitsbilder.

## Leben und Werk
Richard Cassirer entstammte der berühmt gewordenen aus Schlesien stammenden deutsch-jüdischen Familie Cassirer. Er wurde in Breslau als Sohn von Louis Cassirer (1839–1904), der es dort als Textilunternehmer zu Wohlstand gebracht hatte, und dessen Frau Emilie (geborene Schiffer) geboren. Seine Brüder waren Hugo, Paul und Alfred Cassirer, zudem hatte er mit Else und Margaret zwei Schwestern. Nach der Schulausbildung in seiner Heimatstadt studierte er anschließend Medizin in Freiburg im Breisgau, wo er 1891 den Doktorgrad erwarb. Danach war er zunächst bis 1893 als Assistent bei Carl Wernicke in der Psychiatrischen Klinik in Breslau tätig. Er vertiefte seine Ausbildung anschließend an der Universität Wien, wo Richard von Krafft-Ebing und Heinrich Obersteiner zu seinen Lehrern zählten. 1895 wechselte er als Assistent von Hermann Oppenheim an die „Berliner Poliklinik für Nervenkranke“. Von 1912 bis zu seinem Todesjahr 1925 war er Professor für Neurologie an der Universität Berlin. Seine Forschungen konzentrierten sich auf die Neuroanatomie und Neuropathologie. Um 1911 hatte er den Systemcharakter der vasomotorischen Krankheitsbilder herausgestellt.
1921 war Cassirer medizinischer Gutachter für den jungen Armenier Soghomon Tehlirian, der den ehemaligen osmanischen jungtürkischen Innenminister Talât Pascha in Berlin auf offener Straße erschossen hatte. Cassirer kam zu der Einschätzung, dass Tehlirian zwar durch die Ermordung seiner Familie im Rahmen des Völkermords an den Armeniern während des Krieges traumatisiert worden sei; sein freier Wille zur Tatzeit sei aber nicht völlig ausgeschlossen gewesen. Das entsprach der Einschätzung von vier der fünf hinzugezogenen medizinischen Sachverständigen, darunter auch Hugo Liepmann und Edmund Forster. Dennoch wurde Soghomon Tehlirian von den Geschworenen freigesprochen.
Aus der Ehe mit seiner Frau Hedwig gingen drei Kinder hervor: Anamarie, Hans und Thomas Werner. Richard Cassirers Bruder war der Verleger und Galerist Paul Cassirer (1871–1926), seine Vettern waren Bruno Cassirer (ebenfalls Verleger) und Ernst Cassirer (Philosoph und Schriftsteller).
Richard Cassirer starb nach längerem, schwerem Leiden am 20. August 1925 im Alter von 57 Jahren in Berlin. Die Beisetzung fand unter starker Beteiligung von Wissenschaftlern und Studenten sowie Vertretern des geistig-kulturellen Lebens Berlins am 22. August 1925 auf dem Friedhof Heerstraße in Charlottenburg (heutiger Ortsteil Berlin-Westend) statt. Zu denjenigen, die am Grab Worte des Gedenkens sprachen, gehörte Karl Bonhoeffer. Cassirers Freund Felix Hollaender erinnerte daran, wie bei dem Verstorbenen aus einem Grundgefühl tiefer Melancholie und Lebensfeindlichkeit tragischer Humor und Güte erwachsen seien. Das Grab von Richard Cassirer ist nicht erhalten.

## Veröffentlichungen (Auswahl)
- Die vasomotorisch-trophischen Neurosen. Berlin, 1901. (2. überarbeitete Auflage Berlin, 1912)
- Die multiple Sklerose. Leipzig, 1905.
- Krankheiten des Rückenmarks und der peripherischen Nerven. In: Julius Schwalbe (Hrsg.): Diagnostische und therapeutische Irrtümer und deren Verhütung. Leipzig, 1921; 2. Auflage mit Richard Henneberg, 1926.